# إدوارد بي. جاكسون
إدوارد بي. جاكسون (بالإنجليزية: Edward B. Jackson) هو سياسي أمريكي، ولد في 25 يناير 1793 في الولايات المتحدة، وتوفي في 8 سبتمبر 1826 في الولايات المتحدة. حزبياً، نشط في الحزب الجمهوري الديمقراطي. وقد انتخب عضو مجلس نواب الولايات المتحدة عن ولاية فرجينيا وانتخب عضو مجلس النواب الأمريكي.